# Socialdemocratici delle Åland
I Socialdemocratici delle Åland (in svedese: Ålands Socialdemokrater) sono un partito politico delle Isole Åland di orientamento socialdemocratico.
Dal 2011 esprime, attraverso la leader Camilla Gunell, il premier delle Åland.

## Risultati elettorali

### Parlamento alandese
| Elezione          | Voti  | % | Seggi  |
| ----------------- | ----- | - | ------ |
| Parlamentari 1979 | 1.125 |   | 3 / 30 |
| Parlamentari 1983 | 1.717 |   | 5 / 30 |
| Parlamentari 1987 | 1.489 |   | 4 / 30 |
| Parlamentari 1991 | 1.574 |   | 4 / 30 |
| Parlamentari 1995 | 1.711 |   | 4 / 30 |
| Parlamentari 1999 | 1.427 |   | 3 / 30 |
| Parlamentari 2003 | 2.340 |   | 6 / 30 |
| Parlamentari 2007 | 1.512 |   | 3 / 30 |
| Parlamentari 2011 | 2.184 |   | 5 / 30 |
| Parlamentari 2015 | 2.184 |   | 4 / 30 |
| Parlamentari 2019 | 1.312 |   | 3 / 30 |